# Южный Англет
Ю́жный Англе́т (фр. Anglet-Sud) — упразднённый французский кантон, находился в регионе Аквитания, департамент Атлантические Пиренеи. Входил в состав округа Байонна.
Код INSEE кантона — 6450. В состав кантона Южный Англет входила часть коммуны Англет.

## Население
Население кантона на 2012 год составляло 23 585 человек.
| 1962 | 1968 | 1975 | 1982 | 1990   | 1999   | 2006   | 2012   |
| ---- | ---- | ---- | ---- | ------ | ------ | ------ | ------ |
| —    | —    | —    | —    | 18 293 | 19 452 | 21 761 | 23 585 |